# Walter Krueger
Walter Krueger (ur. 26 stycznia 1881 w Złotowie, zm. 20 sierpnia 1967 w Valley Forge w stanie Pensylwania, USA) – amerykański dowódca wojskowy pochodzenia niemieckiego, generał Armii Stanów Zjednoczonych, uczestnik I wojny światowej oraz interwencji w Meksyku w 1916, podczas II wojny światowej dowódca 6 Armii Stanów Zjednoczonych walczącej na obszarze południowo-zachodniego Pacyfiku.

## Życiorys

### Dzieciństwo i młodość
Urodził się 26 stycznia 1881 w mieście Flatow (obecnie Złotów), w ówcześnie należącej do Niemiec prowincji Prusy Zachodnie. Jego rodzina wyemigrowała do USA, gdy miał 8 lat. Jego ojciec, Julius OH Krueger, był emerytowanym oficerem armii pruskiej, pochodził z Frankfurtu nad Odrą. W Złotowie podjął próbę dzierżawy majątku książęcego, ale szybko osierocił rodzinę. Dziadek Kruegera ze strony matki, Anny Hasse, był lekarzem powiatowym.

### Służba wojskowa
W 1898 zaciągnął się jako ochotnik do służby podczas wojny amerykańsko-hiszpańskiej. W ciągu następnego roku podczas walk na Kubie podjął służbę już jako żołnierz zawodowy. Służąc w jednostce piechoty na Filipinach otrzymał awans do stopnia sierżanta, a w 1901 podporucznika, następnie został skierowany do 30 Regimentu Piechoty.
Powróciwszy do Stanów Zjednoczonych w 1903 ukończył Infantry-Cavalry School w Fort Leavenworth w stanie Kansas (1906) oraz General Staff College (1907), po czym ponownie został skierowany na Filipiny.
W 1916 brał udział w ekspedycji karnej gen. Johna J. Pershinga przeciwko siłom meksykańskiego rewolucjonisty, gen. Pancho Vilii.

### I wojna światowa
W lutym 1918, po przystąpieniu Stanów Zjednoczonych do I wojny światowej służył we Francji jako zastępca szefa sztabu 26 Dywizji Piechoty, a później 84 Dywizji Piechoty i korpusów czołgowych. Następnie, pod koniec wojny został zastępcą szefa sztabu IV i VI Korpusu okupacyjnego, awansowany do stopnia pułkownika.

### Okres międzywojenny
Po okresie spędzonym w Infantry School w Fort Benning w stanie Georgia oraz w dowództwie 55. Regimentu Piechoty w Camp Funston w Kansas, uczęszczał do Army War College, który ukończył w 1921, lecz pozostał tam jeszcze przez rok jako instruktor.
W latach 1922–1925 pracował w Wydziale Planowania Sztabu Generalnego Stanów Zjednoczonych (War Plans Division of the U.S. General Staff). W 1926 ukończył Naval War College, następnie wykładał tam w latach 1928–1932.
Przez dwa lata dowodził 6 Regimentem Piechoty w Jefferson Barracks w stanie Missouri, następnie powrócił do Wydziału Planowania i w maju 1936 objął jego kierownictwo. W październiku 1936 został awansowany do stopnia generała brygady (Brigadier General). W czerwcu 1938 udał się do Fortu George G. Meade koło Laurel w stanie Maryland, gdzie dowodził 16 Brygadą Piechoty. W lutym 1939 awansowany do stopnia generała majora (Major General), wtedy też objął dowództwo nad 2. Dywizją Piechoty w Forcie Sam Houston w Teksasie, zaś w październiku nad VIII Korpusem.

### II wojna światowa
W maju 1941 awansowany do stopnia generała porucznika (Lieutenant General). Służył wówczas w dowództwie 3. Armii oraz w Dowództwie Południowym Stanów Zjednoczonych (United States Southern Command) i piastował to stanowisko przez ponad rok od przystąpienia Stanów Zjednoczonych do II wojny światowej.
W styczniu 1943 objął dowództwo nad 6 Armią, miesiąc po rozpoczęciu przez nią działań. Stacjonował wówczas w Australii. Pozostał w dowództwie 6 Armii – w skład której, w różnych okresach i w różnych okolicznościach, wchodziły korpusy I, X, XIV i XXIV – przez cały czas jej bojowej służby. 6 Armia pod jego dowództwem walczyła o zdobycie japońskich pozycji na wyspie Kiriwina w archipelagu Wysp Trobriandzkich oraz na wyspie Woodlark (obecnie Papua-Nowa Gwinea, lipiec 1943). Działania te stanowiły część Operacji Diadem (Operation Coronet). Następnie 6 Armia toczyła walki na Nowej Brytanii (grudzień 1943 – luty 1944), Wyspach Admiralicji (luty – maj 1944), Nowej Gwinei (lipiec – sierpień 1944), wyspie Morotai (Holenderskie Indie Wschodnie, obecnie Indonezja, wrzesień – październik 1944), wyspach Leyte i Mindoro (Filipiny, październik – wrzesień 1944), a także na wyspie Luzon (styczeń – luty 1945).
W marcu 1945 został awansowany do stopnia generała (czterogwiazdkowego).

### Okres powojenny
Po zakończeniu wojny na Pacyfiku 6 Armia stacjonowała w okupowanej Japonii. W styczniu 1946 jego 6 Armia zakończyła działania, sam zaś Krueger został przywrócony do stopnia generała porucznika. Ostatecznie stopień generała czterogwiazdkowego otrzymał w lipcu 1946.
Zmarł 20 sierpnia 1967 w Valley Forge w stanie Pensylwania. Został pochowany w 30. sekcji Cmentarza Narodowego w Arlington w stanie Wirginia koło Waszyngtonu.

## Dorobek naukowy
Generał Krueger znany jest również jako historyk i teoretyk wojskowości. Jest on autorem angielskich tłumaczeń kilku klasycznych, niemieckich prac z zakresu wojskowości. W 1953 opublikował swoje wspomnienia z czasów II wojny światowej (From Down Under to Nippon: the Story of the 6th Army In World War II).

## Odznaczenia
- Krzyż za Wybitną Służbę (Distinguished Service Cross)
- Distinguished Service Medal (trzykrotnie)
- Navy Distinguished Service Medal
- Legia Zasługi (Legion of Merit)
- I inne